# Xã Washington, Quận Clark, Nam Dakota
Xã Washington (tiếng Anh: Washington Township) là một xã thuộc quận Clark, tiểu bang Nam Dakota, Hoa Kỳ. Năm 2010, dân số của xã này là 67 người.